# Cocromita
La cocromita és un mineral de la classe dels òxids, que pertany al grup de l'espinel·la. Rep el seu nom perquè conté cobalt i crom a la seva composició química.

## Característiques
La cocromita és un òxid de fórmula química (Co,Ni,Fe)(Cr,Al)₂O₄. Cristal·litza en el sistema cúbic, formant grans d'unes 20 micres aproximadament. La seva duresa a l'escala de Mohs és 7.
Segons la classificació de Nickel-Strunz, la cocromita pertany a «04.BB: Òxids amb proporció Metall:Oxigen = 3:4 i similars, amb només cations de mida mitja» juntament amb els següents minerals: cromita, coulsonita, cuprospinel·la, filipstadita, franklinita, gahnita, galaxita, hercynita, jacobsita, manganocromita, magnesiocoulsonita, magnesiocromita, magnesioferrita, magnetita, nicromita, qandilita, espinel·la, trevorita, ulvöspinel·la, vuorelainenita, zincocromita, hausmannita, hetaerolita, hidrohetaerolita, iwakiïta, maghemita, titanomaghemita, tegengrenita i xieïta.

## Formació i jaciments
Es troba en substitució de cromita en dipòsits de níquel tabular en el contacte entre quarsita i roques ultramàfiques serpentinitzades. Sol trobar-se associada a altres minerals com: trevorita, nicromita, liebenbergita, bunsenita, corindó i albita. Va ser descoberta l'any 1978 al dipòsit de níquel de Bon Accord, a Barberton (Districte d'Ehlanzeni, Mpumalanga, Sud-àfrica). També ha estat descrita al volcà Mutnovsky, a l'óblast de Kamtxatka (Rússia), sent aquests dos els únics indrets on se n'ha trobat.